# Hyalinobatrachium yaku
Hyalinobatrachium yaku è un anfibio anuro appartenente alla famiglia Centrolenidae, endemico dell'Ecuador.